# 45 Years
45 năm (tiếng Anh:45 Years) là một bộ phim tình cảm chính kịch do Andrew Haigh đạo diễn và viết kịch bản. Phim dựa trên truyện ngắn "In Another Country" của David Constantine. Phim được chiếu trong phần thi chính của Liên hoan phim quốc tế Berlin lần thứ 65. Charlotte Rampling đã đoạt giải Gấu bạc cho nữ diễn viên xuất sắc nhất, trong khi Tom Courtenay thắng giải Gấu bạc cho nam diễn viên xuất sắc nhất. Tại lễ trao giải Oscar lần thứ 88, Rampling nhận đề cử Nữ diễn chính xuất sắc nhất.
45 năm được chọn chiếu trong phần Giới thiệu Đặc biệt của Liên hoan phim quốc tế Toronto 2015 cũng như tại Liên hoan phim Telluride 2015. Phim được công chiếu tại Anh quốc ngày 28 tháng 8 năm 2015, trong khi được IFC Films công chiếu tại Mỹ ngày 23 tháng 12 năm 2015.